# Hildegard Harring
Hildegard Dorotea Harring, född Olsson 6 februari 1871 i Kalmar stadsförsamling, Kalmar län, död 29 juli 1941 i Maria Magdalena församling, Stockholms stad, var en svensk skådespelerska.

## Biografi
Harring gifte sig 1902 med vice häradshövding Karl Gustaf Harring.
Harring kom att medverka i två filmer. Hon debuterade 1921 i Mauritz Stillers Johan, där hon gjorde rollen som Johans mor. 1924 spelade hon rollen som änkan Beata Tidström i Lasse Rings När millionerna rulla. Hon var också verksam vid Södra Teatern i Stockholm.

## Filmografi
- 1921 – Johan
- 1924 – När millionerna rulla

## Teater

### Roller (ej komplett)
| År   | Roll         | Produktion                                                                        | Regi | Teater        |
| ---- | ------------ | --------------------------------------------------------------------------------- | ---- | ------------- |
| 1905 | Munkbromadam | Stockholmsluft, revy Emil Norlander                                               |      | Södra Teatern |
| 1906 |              | Kalle Munter eller Hafver ni sett till någon misstänkt figur, revy Emil Norlander |      | Södra Teatern |
| 1906 |              | Allt på sin rätta plats Frans Hedberg                                             |      | Södra Teatern |